# Apogon mosavi
Apogon mosavi är en fiskart som beskrevs av Dale, 1977. Apogon mosavi ingår i släktet Apogon och familjen Apogonidae. Inga underarter finns listade i Catalogue of Life.